# Everybody Go
「Everybody Go」（エブリバディー・ゴー）は、Kis-My-Ft2のデビュー曲。2011年8月10日にavex traxから発売された。

## 概要
当初5月発売予定だったが、東日本大震災の影響で延期となった。また、表題曲の歌詞や曲調が変更され、日本に光を灯し希望を与える曲になるようアレンジされた。台湾、香港、タイ、フィリピン、シンガポール、マレーシア、韓国でも発売された。
初回限定盤A、初回限定盤B、通常盤、Kis-My-Ft2 SHOP限定盤の全4形態で発売。Kis-My-Ft2 SHOP限定盤にはメンバー別の仕様がある。さらに、通常盤には「赤ジャケット版」と「白ジャケット版」があり、「白ジャケット版」にのみ歌詞ブックレット(20P)が付いている。
表題曲「Everybody Go」は、TBS系金曜ドラマ『美男ですね』主題歌。9月3日、さいたまスーパーアリーナで開催されたイベント『第13回東京ガールズコレクション 2011 A/W』で行われた同ドラマのタイアップステージに、出演者である藤ヶ谷と玉森がシークレットゲストとして登場し、主題歌を披露した。
2019年12月31日に放送された『第70回NHK紅白歌合戦』に初出場した際、この曲を披露した。

## チャート成績
8月22日付のオリコン週間シングルチャートで初登場1位を記録した。初動売上は31.6万枚となり、デビュー曲の初週売上としては、KAT-TUN「Real Face」（75.4万枚）、嵐「A・RA・SHI」（55.7万枚）に次ぐ歴代3位の記録となった。2018年にKing & Prince「シンデレラガール」(57.7万枚)が歴代2位を記録した為、歴代4位となった。

## 収録曲

### CD
1. Everybody Go [4:42]
作詞：上中丈弥（THEイナズマ戦隊）、作曲：Samuel Waermö・Stefan Åberg・Octobar、編曲：中村康就
  - 玉森裕太・藤ヶ谷太輔主演 TBS系金曜ドラマ「美男ですね」主題歌

読売ジャイアンツの捕手の加藤健が登場曲として使用していた（2012年 - 2016年）。
2. S.O.KISS [3:50]
作詞：zopp、作曲：Steven Lee、編曲：CHOKKAKU
3. KISS FOR U [3:43]
作詞：実ノ里・KOMU、作曲・編曲：Steven Lee
初回生産限定盤A/B・通常盤のみ収録。
4. 若者たち [4:29]
作詞：相田殻、作曲：JUNKOO・Takuya Harada・Anders Dannvik・Niclas Lundin、編曲：CHOKKAKU
通常盤のみ収録。

### DVD

#### 初回生産限定盤A
1. Everybody Go -Music Video-
2. Making Movie

#### 初回生産限定盤B「Kis-My-Ftに逢えるde Show vol.3 at 国立代々木第一体育館 2011.2.12-Live Video-」
1. FIRE BEAT[10]
2. Kis-My-Calling![10]
3. Bonus Movie[11]

## 収録作品
| 楽曲タイトル | 収録                        | 収録                                                                   |
| ------------ | --------------------------- | ---------------------------------------------------------------------- |
| Everybody Go | CDシングル                  | 『Everybody Go』                                                       |
| Everybody Go | ミュージック・ビデオ        | 『Everybody Go』〈初回生産限定盤A〉                                    |
| Everybody Go | ライブ映像                  | 『Kis-My-Ft2 Debut Tour 2011 Everybody Go at 横浜アリーナ 2011.7.31』  |
| Everybody Go | ライブ映像                  | 『We never give up!』〈初回生産限定 東京ドーム盤〉                     |
| Everybody Go | ライブ音源                  | 『We never give up!』〈ローソン・HMV限定盤〉                           |
| Everybody Go | CDアルバム                  | 『Kis-My-1st』                                                         |
| Everybody Go | ライブ映像                  | 『Kis-My-Ft2 Kis-My-MiNT Tour at 東京ドーム 2012.4.8』                 |
| Everybody Go | ライブ映像                  | 『SNOW DOMEの約束 IN TOKYO DOME 2013.11.16』                           |
| Everybody Go | CDアルバム                  | 『HIT! HIT! HIT!』                                                     |
| Everybody Go | ミュージック・ビデオ        | 『HIT! HIT! HIT!』〈初回生産限定盤〉・〈通常盤A〉                      |
| Everybody Go | ライブ映像                  | 『HIT! HIT! HIT!』〈初回生産限定盤〉                                   |
| Everybody Go | ライブ映像                  | 『2014Concert Tour『Kis-My-Journey』』                                 |
| Everybody Go | ライブ音源                  | 『KIS-MY-WORLD』〈初回生産限定盤A〉                                    |
| Everybody Go | CDアルバム                  | 『KIS-MY-WORLD』〈初回生産限定盤B〉                                    |
| Everybody Go | ライブ映像                  | 『2015 CONCERT TOUR 『KIS-MY-WORLD』』                                 |
| Everybody Go | CDアルバム                  | 『I SCREAM』〈通常盤〉                                                 |
| Everybody Go | ライブ映像                  | 『CONCERT TOUR 2016 I SCREAM』                                         |
| Everybody Go | ライブ映像                  | 『LIVE TOUR 2017 MUSIC COLOSSEUM』                                     |
| Everybody Go | ライブ映像                  | 『LIVE TOUR 2018 Yummy!! you&me』                                      |
| Everybody Go | ライブ映像                  | 『君を大好きだ』〈EXTRA盤〉 （LIVE TOUR 2018 YOU&ME Extra Yummy!!）    |
| Everybody Go | ライブ映像                  | 『LIVE TOUR 2019 FREE HUGS!』                                          |
| Everybody Go | CD （スペシャルエディット） | 『LIVE TOUR 2019 FREE HUGS!』〈通常盤〉                                |
| Everybody Go | ライブ映像                  | 『LIVE TOUR 2020 To-y2』                                               |
| Everybody Go | CDアルバム                  | 『BEST of Kis-My-Ft2』                                                 |
| Everybody Go | ミュージック・ビデオ        | 『BEST of Kis-My-Ft2』〈初回盤A〉                                      |
| Everybody Go | ライブ映像                  | 『BEST of Kis-My-Ft2』〈通常盤〉                                       |
| Everybody Go | ライブ映像                  | 『LIVE TOUR 2021 HOME』                                                |
| Everybody Go | ライブ映像                  | 『Two as One』〈ファンクラブ限定盤〉 （Kis-My-Ftに逢えるde Show 2022） |
| Everybody Go | ライブ映像                  | 『Kis-My-Ftに逢えるde Show 2022 in DOME』                              |
| Everybody Go | ライブ映像                  | 『For dear life』                                                      |
| Everybody Go | ライブ映像                  | 『Kis-My-Ft2 Dome Tour 2024 Synopsis』                                 |
| S.O.KISS     | CDシングル                  | 『Everybody Go』                                                       |
| S.O.KISS     | ライブ映像                  | 『Kis-My-Ft2 Debut Tour 2011 Everybody Go at 横浜アリーナ 2011.7.31』  |
| S.O.KISS     | ライブ映像                  | 『We never give up!』〈初回生産限定 東京ドーム盤〉                     |
| S.O.KISS     | ライブ映像                  | 『Kis-My-Ft2 Kis-My-MiNT Tour at 東京ドーム 2012.4.8』                 |
| S.O.KISS     | ライブ映像                  | 『BEST of Kis-My-Ft2』〈通常盤〉                                       |
| KISS FOR U   | CDシングル                  | 『Everybody Go』〈初回生産限定盤A〉・〈初回生産限定盤B〉・〈通常盤〉   |
| KISS FOR U   | ライブ映像                  | 『Kis-My-Ft2 Debut Tour 2011 Everybody Go at 横浜アリーナ 2011.7.31』  |
| KISS FOR U   | ライブ映像                  | 『We never give up!』〈初回生産限定 東京ドーム盤〉                     |
| 若者たち     | CDシングル                  | 『Everybody Go』〈通常盤〉                                             |
| 若者たち     | ライブ映像                  | 『Kis-My-Ft2 Debut Tour 2011 Everybody Go at 横浜アリーナ 2011.7.31』  |
| 若者たち     | ライブ映像                  | 『We never give up!』〈初回生産限定 東京ドーム盤〉                     |
| 若者たち     | ライブ映像                  | 『Kis-My-Ft2 Kis-My-MiNT Tour at 東京ドーム 2012.4.8』                 |
| 若者たち     | ライブ映像                  | 『SNOW DOMEの約束 IN TOKYO DOME 2013.11.16』〈初回生産限定盤〉         |
| 若者たち     | ライブ映像                  | 『2014Concert Tour『Kis-My-Journey』』                                 |
| 若者たち     | ライブ映像                  | 『For dear life』                                                      |